# Інерційно-самобалансний грохот

Інерційно-самобалансний грохот — різновид інерційного грохота. Складається (рис. 1) з короба 1, установленого горизонтально на чотирьох–шести амортизаторах (або пружинах) 2, самобалансного віброзбуджувача 3, закріпленого на коробі під кутом 45º до площини сита, і двох електродвигунів.

## Конструкція і принцип дії
Самобалансний віброзбуджувач складається з корпуса, усередині якого на підшипниках кочення встановлені паралельно два вали з неврівноваженими масами (дебалансами) 4, що обертаються з однаковою частотою, але в протилежні сторони (рис. 2).
При будь-якому положенні вантажів дебалансів вібратора сили діють поздовж осі Х. Складові відцентрової сили інерції, що діють вздовж осі Y, взаємно урівноважуються, так як вони рівні за величиною і протилежно спрямовані.
Рівнодіюча Рх сил інерції дебалансів Р0 змінюється за величиною від нуля до максимуму і за напрямком через кожні півоберта дебаланса.
Привод вібратора працює безпосередньо від двох електродвигунів через карданні вали, які обертаються у протилежних напрямках. Одночасність їх обертання досягається завдяки самосинхронізації.
Коливання короба під кутом 45º до площини сита забезпечує рух матеріалу до розвантажувального кінця сита з підкиданням й енергійним струшуванням. Якщо грохот працює в несприятливих умовах, кут нахилу короба може бути збільшений до 8º. При пересуванні матеріалу по просіювальній поверхні дрібні частинки проходять через отвори сита, а крупні сходять на розвантажувальному кінці грохота.
Жорсткість амортизаторів (пружин) підбирається таким чином, щоб на перекриття передавалися мінімальні динамічні зусилля при роботі грохота.
Режим роботи грохота частіше за все регулюють зміною кута нахилу короба, напрямку і частоти обертання вала вібратора. Значно рідше режим роботи грохота регулюється зміною маси дебаланса.
У коробі інерційних та інерційно-самобалансних грохотів може бути встановлено від одного до трьох сит.
Інерційні та інерційно-самобалансні грохоти характеризуються високою продуктивністю і ефективністю грохочення, простотою (технологічністю) у виготовленні і зручністю в експлуатації.